# Administracja Cywilna (Izrael)

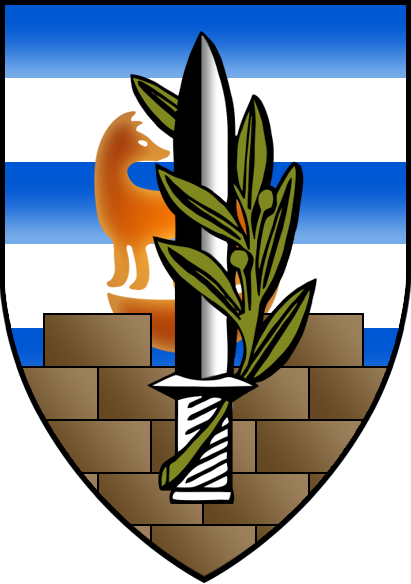
Symbol używany przez Koordynatora Działań Rządu na Terytoriach i Administrację Cywilną.

Administracja Cywilna  (hebr. המנהל האזרחי, Ha-Minhal ha-Ezrachi) również jako Administracja Cywilna w Judei i Samarii (המנהל האזרחי ביהודה ושומרון, Ha-Minhal ha-Ezrachi ba-Jehuda we-Szomeron) – organ wykonawczy dowódcy sił Armii Obrony Izraela w Judei i Samarii (Zachodni Brzeg), odpowiedzialny za realizację polityki cywilnej i utrzymanie porządku publicznego na obszarze Zachodniego Brzegu.    

## Opis
Wraz z zakończeniem wojny sześciodniowej (1967) Izrael ustanowił na Zachodnim Brzegu, Synaju, Wzgórzach Golan i w Strefie Gazy Zarząd Wojskowy, który miał zajmować się kwestiami cywilnymi i bezpieczeństwa na tych obszarach . We wrześniu 1967 roku płk Dan Chiram został wyznaczony do koordynowania spraw cywilnych i wojskowych na Zachodnim Brzegu, a w lipcu 1968 roku decyzja ta weszła w życie. Zarząd Wojskowy wspierany był przez wydziały ekonomiczny i administracyjny. Pracowali w nim oficerowie izraelskiej armii oraz pracownicy cywilni. W latach 70. XX wieku w ramach izraelskiej armii oraz rządu pojawił się plan przekazania kompetencji w sprawach edukacji, rolnictwa i opieki zdrowotnej na Zachodnim Brzegu władzom lokalnym. Pomysł został oprotestowany przez arabskie władze samorządowe, które sprzeciwiały się jakiejkolwiek izraelskiej kontroli nad tym obszarem.
Administracja Cywilna w Judei i Samarii powstała w 1981 roku na mocy dekretu o ustanowieniu administracji cywilnej (Judea i Samaria) (nr 947), 5742-1981 wydanego przez gen. dyw. Uriego Ora. Struktura podległa jest Koordynatorowi Działań Rządu na Terytoriach Ministerstwa Obrony Izraela. Dokument stanowi, że Administracja Cywilna ma zajmować się sprawami dotyczącymi ludności cywilnej na powierzonym obszarze w taki sposób, aby dbać o dobro i dobrobyt  mieszkańców, ponadto zaś stać na straży porządku publicznego i realizacji zadań administracyjnych. Administracja Cywilna jest zobligowana do utrzymywania kontaktu z Palestyńczykami, osadnikami oraz przedstawicielami organizacji międzynarodowych . Przed 1981 roku izraelski rząd spotykał się z krytyką, iż niedostatecznie wywiązywał się z realizacji IV Konwencji Genewskiej, która zobowiązuje strony do zapewnienia bezpieczeństwa ludności cywilnej na podbitych terenach . W ramach podpisanego w 1995 roku II Porozumienia z Oslo, uprawnienia Administracji Cywilnej w strefach A i B Zachodniego Brzegu związane z rolnictwem, podatkami, archeologią, systemem finansowym, handlem i przemysłem, kontrolą finansową, edukacją i kulturą, elektryfikacją, zatrudnianiem pracowników oraz ochroną środowiska zostały przekazane Autonomii Palestyńskiej .

## Struktura
Administracja Cywilna posiada osiem przedstawicielstw regionalnych w Hebronie, Betlejem, Jerychu, Jerozolimie, Ramallah, Nablusie, Dżaninie i Efraim.

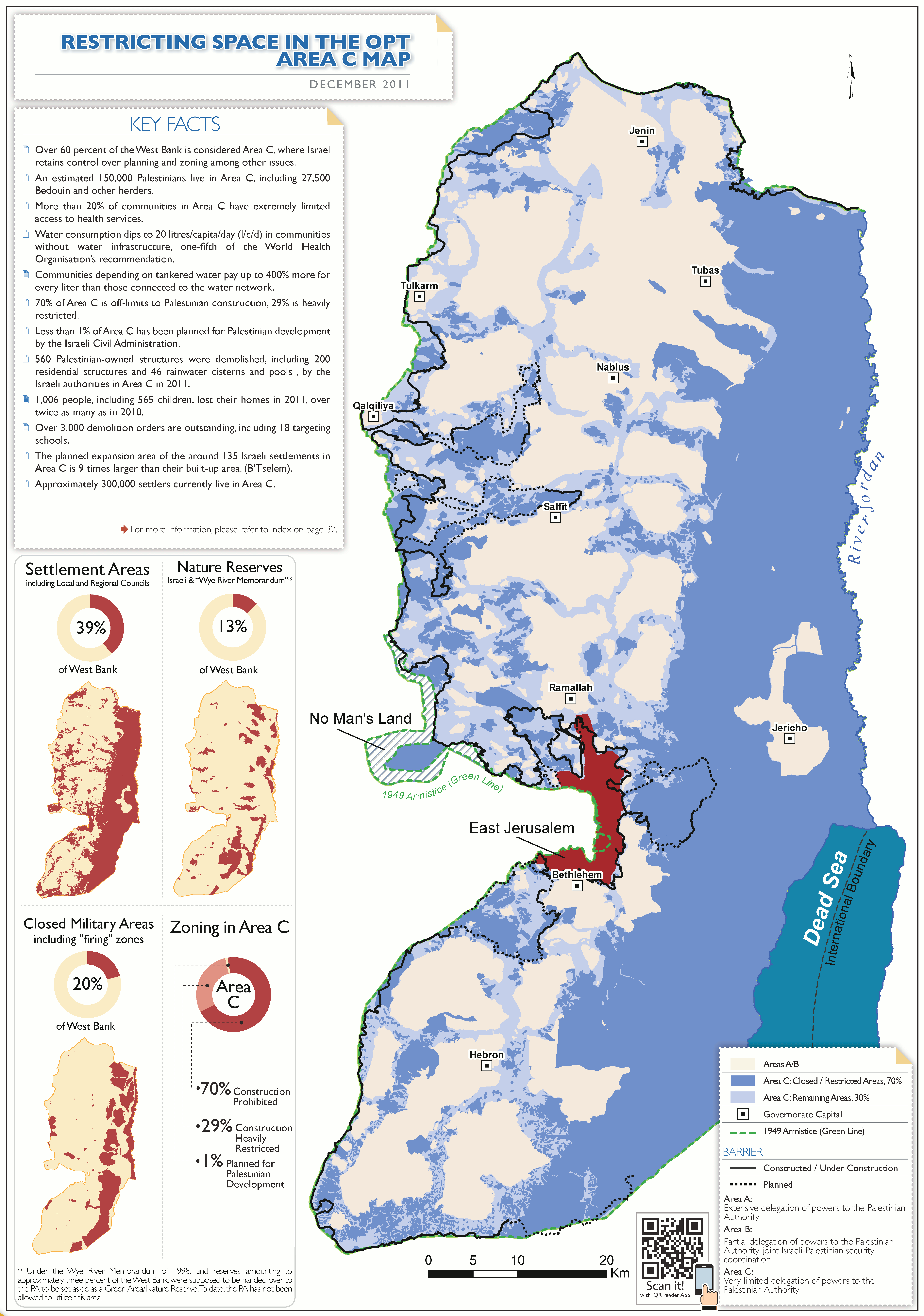
Strefy A, B i C Zachodniego Brzegu.

Kompetencje Administracji Cywilnej obejmują:
- Finanse (zamówienia, księgowość, audyty, wypłaty, depozyty sądów wojskowych)[11],
- Ochronę środowiska (egzekwowanie przepisów środowiskowych na przejściach granicznych, zapobieganie zagrożeniom dla środowiska, monitorowanie zbiorników wodnych)[12],
- Energetykę (plany energetyczne w regionie, wydawanie pozwoleń, koordynacja działań z Autonomią Palestyńską)[13],
- Powiernictwo (zarządzanie ziemią państwową[b], wydawanie pozwoleń na budowę, zarządzanie projektami budowlanymi, potwierdzanie i zarządzanie prawami do nieruchomości)[14],
- Kontakt z organizacjami rządowymi, pozarządowymi i międzynarodowymi[15],
- Archeologię (nadzór i ochrona nad stanowiskami badawczymi i wykopaliskowymi, ściganie przestępstw związanych z nielegalnym handlem antykami na Zachodnim Brzegu, wydawanie zezwoleń na prowadzenie prac wykopaliskowych, prowadzenie archiwum naukowego, współpraca z krajowymi i zagranicznymi jednostkami naukowymi, koordynacja prac archeologicznych z Autonomią Palestyńską w Strefach A i B Zachodniego Brzegu)[16],
- Opiekę zdrowotną (koordynacja działań w zakresie opieki zdrowotnej z Autonomią Palestyńską, koordynacja transferu leków i pacjentów, szkolenie palestyńskich zespołów ratowników medycznych, koordynacja wydawania zezwoleń dla pojazdów palestyńskich używanych przez palestyńskich lekarzy pracujących w izraelskich szpitalach, wydawanie zaświadczeń)[17],
- Sprawy religijne (renowacja i ochrona miejsc świętych na terenie Zachodniego Brzegu)[18],
- Rolnictwo (koordynacja z palestyńskimi odpowiednikami w dziedzinie weterynarii, ochrony roślin i importu produktów rolnych, nadzór nad lasami w Strefie C Zachodniego Brzegu, wydawanie pozwoleń na import towarów)[19],
- Gospodarkę (koordynacja działalności gospodarczej Autonomii Palestyńskiej i Izraela, wspieranie działalności gospodarczej, koordynacja nowych przedsięwzięć w przemyśle)[20],
- Nadzór prawny (kontrola prawa budowlanego, ochrona statusu ziem państwowych, walka z nielegalną działalnością gospodarczą, egzekwowanie prawa i regulacji na Zachodnim Brzegu)[21],
- Planowanie przestrzenne (formułowanie i prowadzenie polityki planistycznej w Strefie C Zachodniego Brzegu, rozpatrywanie i wydawanie pozwoleń budowalnych, obsługa pozwoleń budowlanych na terenie Galilei, obsługa spraw związanych z fotowoltaiką)[22],
- Kartografię i geodezję[23],
- Wodę (utrzymanie, eksploatacja i rozbudowa sieci wodociągowej i kanalizacyjnej)[24],
- Rejestr ludności palestyńskiej i cudzoziemców[25],
- Opiekę społeczną, ochronę ubogich i osób prześladowanych[26],
- Ewidencję nieruchomości[27],
- Wycenę nieruchomości i rzeczoznawstwo[28],
- Ochronę przyrody (opieka, utrzymanie i ochrona rezerwatów przyrody i parków narodowych, wydawanie pozwoleń łowieckich, edukacja i szkolenia w zakresie ochrony przyrody)[29],
- Transport publiczny (nadzór ruchu drogowego i transportu publicznego w Strefie C Zachodniego Brzegu, prowadzenie szkoleń dla pracowników Autonomii Palestyńskiej w zakresie transportu publicznego i ruchu drogowego, opiniowanie i wyrażanie zgody na prace spółek Mekorot, Bezeq i Chewrat ha-Chaszmal)[30],
- Zatrudnianie (wydawanie zezwoleń na zatrudnianie Palestyńczyków w Izraelu i osiedlach)[31],
- Przemysł i handel (współpraca z Autonomią Palestyńską w zakresie importu, handlu zagranicznego, przepływu dóbr i usług przez przejścia graniczne i punkty kontrolne, standaryzacja norm, kontrola przewozu materiałów wybuchowych do celów niewojskowych)[32],
- Komunikację i pocztę[33],
- Infrastrukturę (realizacja polityki rządu w zakresie alokacji ziem państwowych, koordynacja działań egzekucyjnych przeciwko nielegalnej budowie, wykonywanie polityki rządu w sprawach gruntów w Strefie C Zachodniego Brzegu)[34].

## Krytyka Administracji Cywilnej
Administracja Cywilna krytykowana jest za utrudnianie przemieszczania się ludności palestyńskiej na Zachodnim Brzegu. Raport B’tselem, organizacji zajmującej się monitorowaniem przestrzegania praw człowieka, opublikowany w 2017 roku podał, że 60 km dróg na Zachodnim Brzegu jest oddana do użytku wyłącznie izraelskiego. Z dróg tych nie mogą korzystać Palestyńczycy. Obywatele Izraela mogą swobodnie przemieszczać się po Zachodnim Brzegu poza Strefą A, która znajduje się pod kontrolą Autonomii Palestyńskiej. Swoboda przemieszczania Palestyńczyków ograniczana jest z kolei przez potrzebę wystąpienia o odpowiednie zgody i zezwolenia. Część z dróg (np. ulice w Hebronie) są wyłączone dla ludności palestyńskiej nawet z ruchu pieszego. Wiele z dostępnych dla niej dróg to objazdy lub podziemne tunele drogowe pod drogami izraelskimi. Struktura bierze udział w planowaniu i autoryzowaniu dróg, których budowa doprowadzi do wykluczenia komunikacyjnego miejscowości palestyńskich. Palestyńczycy nie mogą również wkroczyć na obszar municypalny osiedla na Zachodnim Brzegu bez uzyskania wcześniejszej odpowiedniej zgody. 
Struktura odpowiedzialna jest także za przekazywanie ziemi państwowej pod budowę osiedli żydowskich. Na przykład w latach 1967–2011 Administracja Cywilna przekazała Wydziałowi Osadnictwa Światowej Organizacji Syjonistycznej 400 000 dunamów ziemi (31% ziemi państwowej w Strefie C), a 270 000 dunamów ziemi innym podmiotom izraelskim, np. spółkom wodociągowym, elektryfikacyjnym czy przedsiębiorstwu Bezeq. Według organizacji Pokój Teraz grunty przekazane Światowej Organizacji Syjonistycznej miały niejasny status prawny i miały być błędnie sklasyfikowane jako ziemia państwowa . W tym samym okresie 8600 dunamów zostało przekazanych Palestyńczykom (0,7% ziemi państwowej Strefy C). Według organizacji B’tselem stworzony przez Administrację Cywilną system planowania przestrzennego i przydzielania gruntów pod budowę ma na celu ograniczenie rozwoju miejscowości palestyńskich. 
Krytyce poddaje się politykę Administracji Cywilnej w sprawie prawa budowlanego i planów zagospodarowania przestrzennego. W tej kwestii struktura ma faworyzować interesy izraelskie kosztem palestyńskich. W Strefie C izraelskie plany zagospodarowania przestrzennego i zabudowy obejmuje 1 mln dunamów (26% Strefy C), a palestyńskie 20 485 dunamów (0,6% Strefy C). Z kolei w latach 1997–2013 Administracja Cywilna ujawniła 13 481 przypadków palestyńskiej samowoli budowlanej, z czego wydała zgodę na wyburzenie 1807 zabudowań. W tym samym czasie ujawniono 6605 przypadków samowoli po stronie izraelskiej, z których wyburzono 1807 budynków. Wyburzanie palestyńskich domów na izraelskiej ziemi państwowej odbywa się bez wypłacania Palestyńczykom odszkodowań. Administracja Cywila przyzwala poza tym na powstawanie nieautoryzowanych osiedli żydowskich, a także pomaga przy ich elektryfikacji, podłączaniu do sieci wodno-kanalizacyjnych, rozbudowie infrastruktury komunikacyjnej . Niektóre nieautoryzowane osiedla otrzymywały wsparcie przedsiębiorstw publicznych z pominięciem zgody ze strony Administracji Cywilnej.
Administracja Cywilna wykorzystuje uprawnienia w obszarze archeologii, aby ograniczać możliwość przemieszczania się Palestyńczykom. Izraelskie wykopaliska są wykorzystywane przez osadników do tworzenia nowych osiedli w ich okolicach (np. Szilo lub Amona). Wykopaliska są także włączane w granice municypalne osiedli, powiększając tym samym ich obszar.